# Rio Arlanzón
O Rio Arlanzón é um rio da Espanha, afluente do Rio Arlanza, pertencente à bacia hidiographica do Rio Douro. Nasce na Sierra de la Demanda, localizada no sudeste da província de Burgos. Atravessa o norte de Castela e Leão, passa por Burgos e divide a capital da província em duas. Tem uma longitude de 115 km.

## Afluentes
- Rio Cueva
- Rio Cardeñadijo
- Rio de los Ausines
- Rio Cogollos
- Rio Tranco
- Rio Valdecarros
- Rio Pico
- Rio Vena
- Rio Ubierna
- Rio Úrbel
- Rio del Caballo
- Rio Hormazuela